# Sei sonate, Op. 5 (Vivaldi)
Le 6 Sonate, 4 per violino e basso continuo e 2 per due violini e basso continuo sono una serie di composizioni risalenti al 1716, che costituiscono l'opus 5 di Antonio Vivaldi.
- Sonata No. 1 per violino e basso continuo in Fa maggiore, RV 18

1. Preludio
2. Corrente
3. Sarabanda
4. Giga

- Sonata No. 2 per violino e basso continuo in La maggiore, RV 30

1. Preludio
2. Corrente
3. Gavotta

- Sonata No. 3 per violino e basso continuo in Si bemolle maggiore, RV 33

1. Preludio
2. Allemanda
3. Corrente
4. Gavotta

- Sonata No. 4 per violino e basso continuo in Si minore, RV 35

1. Preludio
2. Allemanda
3. Corrente

- Sonata No. 5 per due violini e basso continuo in Si bemolle maggiore, RV 76

1. Preludio
2. Allemanda
3. Corrente

- Sonata No. 6 per due violini e basso continuo in Sol minore, RV 72

1. Preludio
2. Allemanda
3. Aria
4. Minuetto